# Shinya Mitsuoka
Shinya Mitsuoka (Kanagawa, 22 april 1976) is een voormalig Japans voetballer.

## Carrière
Shinya Mitsuoka speelde tussen 1995 en 2003 voor Yokohama Flügels, Kyoto Purple Sanga, Vegalta Sendai en Sagawa Express Tokyo.